# Wilgum
Wilgum is een niet meer bestaande middeleeuwse nederzetting. De plaats heeft gelegen in het middeleeuwse landschap Reiderland, in de buurt van de Punt van Reide en waarschijnlijk ten noordoosten daarvan. De plaats viel ten prooi aan de golven van de Dollard.
Volgens Stratingh en Venema lag Wilgum ten zuiden van Nesse, tegenover de hoek van het Oost-Friese dorp Groot-Borssum (tegenwoordig Borssum en ten zuidoosten van Emden). Wilgum behoorde tot het decanaat (proosdij) Hatzum alias Nesse. De goederenlijsten van de Abdij van Werden vermelden Wilinghem al in de tiende eeuw. 
In 1437 werd de beide steenhuizen van Wilgum en Nesse veroverd door Hamburgse troepen en afgebroken. De stenen werden gebruikt voor de versterking van Emden.
Het dorp wordt nog genoemd in een laat-15e-eeuwse lijst van kerspelen van het bisdom Münster. Gezien de inkomsten uit deze lijst was het geen rijk dorp. Waar bijvoorbeeld Westerreide en Oosterreide beide 13 schillingen betalen, geldt voor Wilgum 8 schillingen.
De deels gefingeerde Dollardkaart van Jacob van der Mersch veronderstelt dat de Eems in december 1277 bij Wilgum door zijn oevers brak, nadat eerder al de dijken bij Jansum waren doorgebroken. Vermoedelijk gaat het echter om de gevolgen van de Cosmas- en Damianusvloed van 1509. Latere kopiisten spraken over het Wilgumergadt als tegenhanger van het Jansumergat.
Nog in het begin van de achttiende eeuw waren op het wad nog enkele restanten van het oude dorp te zien. Op het eiland Nesserland bevond zich een Wilgumerweg.